# カノン (歌手)
カノン（1980年3月9日 - ）は、東京都出身の女性歌手。
血液型O型。Sony Music Japan International所属。クラシックとポップスを融合した「クラシカル・クロスオーバー」アーティスト。

## 概要
2005年、大阪長居スタジアムで開催されたサッカーワールドカップ最終予選パブリックビューイング（日本代表×北朝鮮代表）において国歌を独唱。
2007年、MIDEM（国際音楽産業見本市）に参加した。
2011年、イギリス人テノール歌手ポール・ポッツの日本公演ツアーのゲストとして、ポッツと「Time to say goodbye」を共演。（オーチャードホール、みなとみらいホール、大阪シンフォニーホール）
2011年、シドニー・オペラハウス、ソウルで開催された「Distant Worlds music from FINAL FANTASY」（ファイナルファンタジーコンサート）にゲスト出演。

## ディスコグラフィー

### シングル
- キセキ Song of Love（2004年10月20日 SICL-95）
  - キセキ Song of Love（作詞・作曲：カノン）
  - Memories of Summer time（作詞：江間章子 / 作曲：中田喜直 / 英詞：カノン）
  - キセキ Song of Love（INST）
  - Memories of Summer time（INST）
- Gloria（2005年4月20日 SICL-106）
  - Gloria（作詞・作曲：カノン）
  - Wings to Fly〜翼をください（作詞：山上路夫 / 作曲：村井邦彦 / 編曲・英詞：カノン）
  - Gloria（INST）
- こころ（2006年4月19日 SICL-130）
  - こころ（作詞・作曲・編曲：カノン）
  - キセキ Song of Love[Piano Version]（作詞・作曲・編曲：カノン）
  - こころ（INST）
- My Destiny/Serenade（2006年5月24日 SICL-139）
  - My Destiny（作詞・作曲・編曲：カノン）
  - Serenade（作詞・作曲：カノン）
  - My Destiny（INST）
  - Serenade（INST）
- Brand New Breeze（2006年11月22日 SICL-149）
  - Brand New Breeze（作詞・作曲：カノン　編曲：村山達哉）
  - The Power（作詞・作曲・編曲：カノン）
  - Brand New Breeze（INST）
  - The Power（INST）
- Wings to Fly〜翼をください/虹/明日への鼓動（2008年4月30日　SICL-202）
  - Wings to Fly〜翼をください（作詞：山上路夫　作曲：村井邦彦　編曲・英語詞：カノン）
  - 虹（作詞・作曲：カノン　編曲：北浦正尚）
  - 明日への鼓動（作詞・作曲：カノン　編曲：スパム春日井）
  - Wings to Fly〜翼をください（INST）
  - 虹（INST）
  - 明日への鼓動（INST）

### アルバム
- Hymn of Grace（2004年2月18日 VCCM-2001）
  - エルシャダイ（カノン）
  - Gloria（カノン）
  - 冬〜四季より〜（Antonio Vivaldi）
  - The water is wide（イギリス民謡）
  - スカボローフェア（アイルランド民謡）
  - あなたの声に心は開く-オペラ「サムソンとデリラ」より-（サン＝サーンス）
  - Calling you（Bob Telson）
  - Ave Maria（シューベルト）
  - Ave Maria（カノン）
  - Loving Grace（カノン）
  - The Light（カノン）
  - ピエ・イエズ（アンドリュー・ロイド・ウェバー）
- Primary Flowers（2005年6月22日 SICL-110）
  - My Name is…（作曲・編曲：カノン）
  - キセキ Song of Love（作詞・作曲：カノン / 編曲・プロデュース：大谷幸）
  - あなたへ（作詞・作曲・編曲：カノン）
  - Wings to Fly〜翼をください（cathedral version）（作詞：山上路夫 / 作曲：村井邦彦 / 編曲・英語詞：カノン）
  - Believe（作詞・作曲・編曲：カノン）
  - Theme from Vocalise（Interlude）（作曲：カノン / 編曲：松本圭司）
  - フタリ（作曲：Saint-Preux / 編曲：松本圭司 / 作品プロデュース：カノン）
  - Gloria（作詞・作曲：カノン / 編曲・プロデュース：大谷幸）
  - Tenderly（作詞・作曲：カノン / 編曲：石坂慶彦）
  - Can't Help Falling In Love（Luigi Creatore / George David Weiss / Hugo Peretti / 編曲：カノン）
  - ダイヤモンド（作詞・作曲：カノン / 編曲：渡辺剛）
  - SHINE（作詞・作曲・作品プロデュース：カノン / 編曲：飯田未知瑠）
- Sanctuary（2006年12月6日 SICL-153）
  - Brand New Breeze（作詞・作曲：カノン　編曲：村山達哉）
  - The Power（作詞・作曲・編曲：カノン）
  - Blue（作詞・作曲・編曲：カノン）
  - こころ [album mix]（作詞・作曲・編曲：カノン）
  - すべて（作詞・作曲：カノン　編曲：カノン/渡辺剛）
  - 月（作詞・作曲・編曲：カノン）
  - A Parting Blessing(Interlude)（Traditional）
  - My Destiny（作詞・作曲・編曲：カノン）
  - Good Old Days（作詞・作曲・編曲：カノン）
  - Serenade [album mix]（作詞・作曲・編曲：カノン）
  - If Ye Love Me（作曲：Thomas Tallis）
  - As One（作詞・作曲：カノン　編曲：渡辺剛）
  - Life（作詞・作曲・編曲：カノン）
- Precious（2007年11月28日 SICL-173）
  - Kyrie〜荒野の果てに（作詞・作曲・編曲：カノン）
  - 都会の天使たちへ featuring Tetsuya Bessho（作詞・作曲：カノン　編曲：妹尾武/宇佐美秀文）
  - Let It Snow featuring WISE（作詞：カノン・WISE　作曲：カノン　編曲：北浦正尚）
  - Brand New Breeze featuring Stella Quintet Players Side（作詞・作曲：カノン　編曲：竹内淳）
  - You Raise Me Up（作詞：Brendan Graham　作曲：Rolf Lovland　編曲：羽毛田丈史）
  - Carry On（作詞・作曲・編曲：カノン）
  - Nella Fantasia（作詞：Chiara Ferrau　作曲：Ennio Morricone　編曲：カノン）
  - Time To Say Goodbye（作詞：Lucio Quarantotto　作曲：Francesco Sartori　 English Words by Frank Peterson　編曲：羽毛田丈史）
  - Eternity〜悠久〜 featuring上松美香（作詞：カノン　作曲：上松美香　編曲：カノン・上松美香）
  - O Come All ye faithful（traditional　編曲：渡辺剛）
  - キセキ Song of Love featuring Stella Quintet Players Side（作詞・作曲：カノン　編曲：竹内淳）
  - Christmas Medley（編曲：渡辺剛）
- A New Story（2011年4月27日 SICL-239)
  - プレリュード（作曲：植松伸夫　作詞：カノン　編曲：Yoshitaka Suzuki、カノン）（「FINAL FANTASY」 Seriesより）
  - ファイナルファンタジー（作曲：植松伸夫　作詞：カノン　編曲：Yoshitaka Suzuki）（「FINAL FANTASY」 Seriesより）
  - You Are The Light（作詞・作曲：カノン　編曲：Yoshitaka Suzuki、カノン）
  - Eyes On Me（作曲：植松伸夫　作詞：Kako Someya　編曲：Tsutomu Narita）（「FINAL FANTASY VIII」より）
  - Far Away（作曲・作詞：カノン　編曲：Yoshitaka Suzuki、カノン）
  - Guin Saga Medley（作曲：植松伸夫、カノン　作詞：Azusa Nakajima、カノン　編曲：Tsutomu Narita）（マリウスの歌-Saga 〜 This is my road）
  - 大切なこと（作曲：植松伸夫　作詞：Kazushige Nojima　編曲：Tsutomu Narita）
  - 仲間を求めて（作曲：植松伸夫　作詞：カノン　編曲：ACE(Tomori Kudo、CHiCO)）（「FINAL FANTASY VI」より）
  - Shalom（作曲・作詞：カノン　編曲：Yoshitaka Suzuki、カノン）
  - Blessed By The Light（作曲・作詞：カノン　編曲：Saori Kobayashi、カノン）
  - Wings to Fly 〜翼をください (Remix version)（作曲：村井邦彦　作詞：山上路夫　英語詞：カノン　編曲：ACE(Tomori Kudo、CHiCO)、カノン）
  - 翔べるもの（作曲：植松伸夫　作詞：Hironobu Sakaguchi　編曲：Yoshitaka Suzuki）（Wii「THE LAST STORY」エンディング）
- Lullaby with Love〜愛を紡ぐ子守唄〜(2014年11月26日 VICL-70137)
  - Prologue　～ A dream is a wish your heart makes～（シンデレラより「夢はひそかに」）
  - Beautiful Dreamer（ドリームベッドイメージソング）（作詞・作曲：カノン）
  - ゆりかごのうた
  - きらきら星
  - Caro Mio Ben
  - Sleep Now My Child（作詞・作曲：カノン）
  - Ave Maria～Featuring Ayasa（Sword of the Far East）～
  - ブラームスの子守唄～Brahms Lullaby～
  - My Heart Will Go On～Featuring LYNX～
  - Lord I praie your name～伊東満所の祈り～（ローマ法王献上楽曲）（作詞・作曲：カノン）
  - Amazing Grace
  - 未来へ（作詞・作曲：カノン）
- Fountain of Life(2017年3月1日　WPCS-13648）　
  - 航海の朝（作詞・作曲：カノン）
  - Fountain of Lifeー命の泉ー（作詞・作曲：カノン）
  - 希望〜暁〜（作詞：カノン　作曲：小林弘幸）
  - Through the Woodsー森を抜けてー（作詞・作曲：カノン）
  - 母なる大地（作詞・作曲：カノン）
  - I Still Go On (作詞・作曲：カノン）
  - 雨のあとに（作詞・作曲：カノン）
  - Saga~This is my road（作詞・作曲：カノン）
  - You are a Star（作詞・作曲：カノン）
  - Higher（作詞・作曲：カノン）
  - 明日への鼓動（作詞・作曲：カノン）

### ミニアルバム
- Alleluia -Piano & Voice-（2003年7月2日 MSCV-2007）
  - Alleluia（作詞・作曲：カノン）
  - By being yourself（作詞・作曲：カノン）
  - Your Love （作詞・作曲：カノン）
  - さいご（作詞・作曲：カノン）
  - Alleluia（松ヶ下宏之アレンジバージョン）

- Destiny（2005年10月26日 SICL-124）
  - Destiny（作曲・作曲・編曲：カノン）
  - Sanctus（作曲・作曲・編曲：カノン）
  - Lascia ch' io pianga（English Hymn Version）（作詞：不詳 / 作曲：G.F.Handel / 編曲：カノン）
  - Gloria（English version）（作詞・作曲：カノン / 編曲・プロデュース：大谷幸）
  - My Destiny（作詞・作曲・編曲：カノン）
  - SHINE-tranquilizer mix- remixed by TOMISIRO（作詞・作曲・作品プロデュース：カノン / 編曲：飯田未知瑠）

- My Road〜Songs from Guin Saga（2009年8月26日 SICL-218）
  - Saga〜This is my road（作詞・作曲：カノン）（アニメ「グイン・サーガ」エンディングソング)
  - マリウスの歌（作詞：中島梓　作曲：植松伸夫）（アニメ「グイン・サーガ」挿入曲カバー）
  - Saga〜This is my road (オルゴールVersion)（作曲：カノン）
  - Where`er you go〜Cavalleria Rusticana〜　（訳詞：カノン　作曲：マスカーニ）（アニメ「グイン・サーガ」挿入曲）
  - 届かぬ想い〜Moonlight（作詞：カノン　作曲：植松伸夫）（アニメ「グイン・サーガ」挿入曲カバー）
  - Where`er you go〜Cavalleria Rusticana〜（作曲：マスカーニ）　（オルゴールVersion）
  - Saga〜This is my road（作詞・作曲：カノン）（English Version）

## タイアップ一覧
- キセキ Song of love：『J-WAVE GOOD MORNING TOKYO』オリンピックテーマ
- 伝説の巫術士：『テイルズ オブ レジェンディア』挿入歌
- 鳥は鳴き、僕は歌う：『テイルズ オブ レジェンディア』挿入歌
- こころ：映画『デュエリスト』キャンペーンソング
- My Destiny：読売テレビ系アニメ『エンジェル・ハート』3rdエンディングテーマ
- Gloria / Serenade：読売テレビ系アニメ『エンジェル・ハート』挿入歌
- Brand new Breeze：テレビ東京系アニメ『金色のコルダ〜primo passo〜』テーマソング / 長崎文化放送『いい朝NCC』2006年12月度エンディングテーマ
- The Power：WOWOW15周年記念アニメ番組 『太陽の黙示録』エンディングテーマ
- As One：NHK 『秋の三大オープンゴルフ2006』テーマソング
- 都会の天使たちへ featuring Tetsuya Bessho：AXN『ブラザーズ&シスターズ』インスパイアソング
- Wings to Fly〜翼をください：NHK 連続テレビ小説 『ちりとてちん』挿入歌
- 虹：ニンテンドーDS 『かんたん!たのしい!お菓子ナビDS』CMソング
- 明日への鼓動：「競泳 北京オリンピック代表決定戦」NHKテーマソング
- Saga〜This is my road：NHKアニメ『グイン・サーガ』エンディングテーマ
- プレリュード：『FINAL FANTASY』アレンジ
- ファイナルファンタジー：『FINAL FANTASY』アレンジ
- Eyes On Me：『FINAL FANTASY VIII』アレンジ
- 仲間を求めて：『FINAL FANTASY VI』アレンジ
- 翔べるもの：Wii『THE LAST STORY』エンディングテーマ

## ゲームミュージック
- テイルズ オブ レジェンディア（ナムコ）「伝説の巫術士」「鳥は鳴き、僕は歌う」
- ラストストーリー（任天堂）「翔べるもの」

## 出演

### ラジオ
- カノン Sunday Night Oasis（全国コミュニティFM43局ネット）
- カノンSound of Oasis（全国コミュニティFM58局ネット）2006年8月〜現在
- カノン Brand New Healing（エフエム愛媛）2007年4月〜2008年3月
- 天国を聴くラジオ〜Heaven's Radio（全国コミュニティFM53局ネット）2010年4月〜現在

### TV
- フジテレビめざましどようび サタクラプリンセス（2006年12月23日）
- NHKスタジオパークからこんにちは（2008年3月19日）

### アニメ
- 金色のコルダ〜primo passo〜（歌手のカノン役としてゲスト出演）